# Martin Krümmling
Martin Krümmling (* 1984 in Gotha) ist ein deutscher Jazzmusiker (Schlagzeug, Komposition).

## Wirken
Krümmling zog zum Studium nach Berlin. Seit 2004 studierte er am Jazz-Institut Berlin bei John Hollenbeck und Holger Nell. Zwischen 2009 und 2011 absolvierte er in New York, finanziert durch ein Stipendium des DAAD, seinen Master an der Manhattan School of Music. Während seines Studiums war er zudem Mitglied des Bundesjazzorchesters.
Anschließend arbeitete er als freischaffender Musiker in Berlin. 2012 veröffentlichte er sein in New York entstandenes Debütalbum The Vision Behind. Bereits zuvor war er Mitglied im Liesbeth Quartett von Charlotte Greve und war an dessen Erstling beteiligt. Zwischen 2012 und 2016 gehörte er zu Anna Webbers Septett Percussive Mechanics, mit dem er zwei Alben einspielte. Aktuell konzentriert er sich auf sein Alternativ-Popprojekt Hey Jetmen, das 2018 das Album I Go Out vorlegte und das Folkpop-Trio von Yusuf Sahilli, mit dem er auch komponiert.
Weiterhin arbeitete er mit Defne Şahin, den Gruppen Field Vision und Metrobop, Ed Partyka, Lage Lund, Jason Moran, Dan Tepfer, David Friedman, Maucha Adnet und Bill Dobbins. Zudem ist er auf dem Album Now des Julius Trio von Vibraphonist Julius Heise und auf der CD 1957 Flying Scot, einer Zusammenarbeit des schottischen Tenorsaxophonisten Ben Bryden mit dem Poeten Rab Wilson, zu hören.
Krümmling war 2012 Halbfinalist der International Thelonious Monk Competition. Gemeinsam mit Martin Burgaller leitet er die United Big Band des Arndt-Gymnasium Dahlem, welche 2018 die Bundesbegegnung Jugend jazzt und damit auch den Jazzpreis des Deutschen Musikrates gewann.

## Diskographische Hinweise
- Marie Séférian Quartett Liban (Mons Records 2010)
- Lisbeth Quartett: Grow (Double Moon Records 2010)
- The Vision Behind (Unit Records 2012, mit Mark Turner, Anna Webber, Can Olgun, Desmond White)
- Malte Schillers Red Balloon: The Second Time Is Different (Unit Records 2012)
- Anna Webbers Percussive Mechanics: Refraction Pirouet Records 2015, mit James Wylie, Elias Stemeseder, Julius Heise, Igor Spallati, Max Andrzejewski
- Yusuf Sahilli: Let's Do That (Musszo Records 2020)